# Липецка област
Липецка област е субект в състава на Руската федерация, влизаща в състава на Централния федерален окръг. Площ 24 047 km2 (72-ро място по големина в Руската Федерация, 0,14% от нейната територия). Население на 1 януари 2018 г. 1 150 830 души (45-о място в Руската Федерация, 078% от нейното население). Административен център град Липецк. Разстояние от Москва до Липецк 508 km.

## Историческа справка
Най-старото населено място в границите на областта е град Елец, който се споменава за първи път в летописите през 1146 г. През 1646 г. като военно-отбранителен пункт е основано селището Усман, което през 1778 г. е признато за град. Една година по-късно, през 1779 г. за градове са утвърдени селищата Липецк, Задонск, Лебедян и Раненбург (от 1948 г. Чаплигин). Липецка област е образувана на 6 януари 1954 г. от части на Орловска, Курска, Рязанска и Воронежка област.

## Географска характеристика

### Географско положение, граници, големина
Липецка област се намира в централната част на Европейска Русия, в Централния федерален окръг. На запад граничи с Орловска област, на северозапад – с Тулска област, на север – с Рязанска област, на изток – с Тамбовска област, на юг – с Воронежка област и на югозапад – с Курска област. В тези си граници заема площ от 24 047 km2 (72-ро място по големина в Руската Федерация, 0,14% от нейната територия).

### Релеф
Областта е разположена в лесостепната зона на централните части на Източноевропейската равнина, на границата между Средноруското възвишение и Окско-Донската низина, в басейна на горното течение на река Дон. Западната, по-голяма част от областта попада в пределите на Средноруското възвишение, което представлява вълниста равнина, силно разчленена от долините на реките, множество оврази и долове. Надморската височина се колебае от 220 до 260 m на запад до 170 – 230 m в междуречието на реките Дон и Воронеж. Тук широко са разпространени карстовите форми – ували, пропасти, пещери, губещи се в земята реки, карстови извори. Източната, по-малка част е заета от Окско-Донската низина – плоска, слабо разчленена и заблатена с височина от 150 до 170 m.

### Климат
Климатът е умереноконтинентален. Средна януарска температура от -10 до -11 °C, средна юлска 19-20 °C. Годишното количество на валежите е 450 – 500 mm с максимум през лятото. Продължителност на вегетационния период (минимална денонощна температура 5 °C) 180 – 185 дни.

### Води
На територията на Липецка област има около 950 реки (с дължина над 1 km) с обща дължина около 6,3 хил. km и всички те принадлежат към водосборния басейн на река Дон, вливаща се в Азовско море. Най-голямата река в областта е Дон, която протича през нея от север на юг с част от горното си течение. Основни негови притоци са Воронеж (ляв, с притоците си Станова Ряса, Матира и др.), Красивая Меча и Сосна (десни). Десните притоци на Дон, стичащи се от Средноруското възвишение имат по-голям наклон, бързо течение и добре изразена дълбочинна и странична ерозия, а левите притоци, протичащи през Окско-Донската низина имат малък наклон, бавно течение и предимно странична ерозия. Подхранването на реките в региона е смесено с преобладаване на снежното. За тях е характерно високо пролетно пълноводие, лятно-есенно маловодие, рядко нарушавано от епизодични прииждания в резултат на поройни дъждове и ясно изразено зимно маловодие. Замръзват в края на ноември или началото на декември, а се размразяват в края на март.
В Липецка област има над 1100 естествени и изкуствени водоеми с обща площ около 130 km2, като само 145 от тях са площ над 10 дка. Естествените езера са главно крайречни и са разположени основно по заливната тераса на река Дон. Най-големите от тях (Лебяже, Стабное, Долгое и др.) не превишават 0,3 km2. Изкуствените водоеми са значително повече от естествените, като най-голямо от тях е Матирското водохранилище (38,8 km2) на река Матира (ляв приток на Воронеж).

### Почви, растителност
В областта преобладават черноземните почви: на север – излужените черноземи, на югоизток и югозапад – мощните черноземи, като се срещат и малки участъци от оподзолени черноземи, тъмносиви и сиви горски почви.
В миналото са преобладавали големи масиви от степна растителност, които сега са разорани и се използват за земеделски дейности. Около 8,3% от територията на областта е заета от гори, предимно брезови и борови. Значителни горски масиви има покрай левия бряг на река Воронеж.

## Население
На 1 януари 2018 г. населението на Липецка област наброява 1 150 830 души (45-о място в Руската Федерация, 078% от нейното население). Гъстота 47,85 души/km2 (2018 г.). Градско население 64,5% (2017 г.). Етнически състав: руснаци 96,3%, украинци 0,9%, арменци 0,6%, азербайджанци 0,3%, други 1,9%.

## Административно-териториално деление
В административно-териториално отношение Липецка област се дели на 2 областни градски окръга, 18 муниципални района, 8 града, в т.ч. 2 града с областно подчинение (Елец и Липецк и 6 града с районно подчинение, селища от градски тип няма.
| Административна единица | Площ (km2) | Население (2018 г.) | Административен център | Население (2018 г.) | Разстояние до Липецк (в km) | Други градове и сгт с районно подчинение |
| ----------------------- | ---------- | ------------------- | ---------------------- | ------------------- | --------------------------- | ---------------------------------------- |
| Областни градски окръзи |            |                     |                        |                     |                             |                                          |
| 1. Елец                 | 71         | 105 016             | гр. Елец               | 105 016             | 78                          |                                          |
| 2. Липецк               | 330        | 510 439             | гр. Липецк             | 510 439             |                             |                                          |
| Муниципални райони      |            |                     |                        |                     |                             |                                          |
| 1. Воловски             | 796        | 12 765              | с. Волово              | 4120                | 175                         |                                          |
| 2. Грязински            | 1350       | 79 571              | гр. Грязи              | 46 586              | 30                          |                                          |
| 3. Данковски            | 1895       | 31 566              | гр. Данков             | 19 120              | 86                          |                                          |
| 4. Добрински            | 1667       | 34 466              | с. Добринка            | 9572                | 90                          |                                          |
| 5. Добровски            | 1326       | 23 695              | с. Доброе              | 5445                | 40                          |                                          |
| 6. Долгоруковски        | 1013       | 17 377              | с. Долгоруково         | 5343                | 129                         |                                          |
| 7. Елецки               | 1172       | 28 988              | гр. Елец               |                     | 78                          |                                          |
| 8. Задонски             | 1505       | 35 284              | гр. Задонск            | 9641                | 92                          |                                          |
| 9. Измалковски          | 1118       | 16 266              | с. Измалково           | 4015                | 120                         |                                          |
| 10. Краснински          | 933        | 12 495              | с. Красное             | 3832                | 99                          |                                          |
| 11. Лебедянски          | 1444       | 39 297              | гр. Лебедян            | 19 503              | 92                          |                                          |
| 12. Лев-Толстовски      | 968        | 18 878              | с. Лев Толстой         | 8516                | 113                         |                                          |
| 13. Липецки             | 1545       | 51 877              | гр. Липецк             |                     |                             |                                          |
| 14. Становлянски        | 1349       | 17 711              | с. Становое            | 5252                | 103                         |                                          |
| 15. Тербунски           | 1179       | 22 388              | с. Тербуни             | 7313                | 148                         |                                          |
| 16. Усмански            | 1942       | 50 355              | гр. Усман              | 19 958              | 75                          |                                          |
| 17. Хлевенски           | 933        | 19 332              | с. Хлевное             | 5961                | 70                          |                                          |
| 18. Чаплигински         | 1520       | 30 455              | гр. Чаплигин           | 11 948              | 85                          |                                          |

|  | Тази страница частично или изцяло представлява превод на страницата „Административно-территориальное деление Липецкой области“ в Уикипедия на руски. Оригиналният текст, както и този превод, са защитени от Лиценза „Криейтив Комънс – Признание – Споделяне на споделеното“, а за съдържание, създадено преди юни 2009 година – от Лиценза за свободна документация на ГНУ. Прегледайте историята на редакциите на оригиналната страница, както и на преводната страница, за да видите списъка на съавторите. ВАЖНО: Този шаблон се отнася единствено до авторските права върху съдържанието на статията. Добавянето му не отменя изискването да се посочват конкретни източници на твърденията, които да бъдат благонадеждни. |

## Селско стопанство
Растениевъдството е 2/3 от индустрията. Отглеждат се зърнени и фуражни култури, технически култури (захарно цвекло, слънчоглед, рапица). Има животновъдство; свиневъдство и птицевъдство.
| хиляди хектара | 1766 | 1513,0 | 1382,9 | 1132,1 | 1050,0 | 1214,4 | 1324,1 |